# Поште (Талеш)
Поште (перс. پشته) — село в Ірані, у дегестані Сахелі-є-Джукандан, у Центральному бахші, шагрестані Талеш остану Ґілян. За даними перепису 2006 року, його населення становило 1149 осіб, що проживали у складі 259 сімей.

## Клімат
Середня річна температура становить 14,17°C, середня максимальна – 27,10°C, а середня мінімальна – -0,22°C. Середня річна кількість опадів – 776 мм.
| Клімат поселення                              | Клімат поселення | Клімат поселення | Клімат поселення | Клімат поселення | Клімат поселення | Клімат поселення | Клімат поселення | Клімат поселення | Клімат поселення | Клімат поселення | Клімат поселення | Клімат поселення | Клімат поселення |
| Показник                                      | Січ.             | Лют.             | Бер.             | Квіт.            | Трав.            | Черв.            | Лип.             | Серп.            | Вер.             | Жовт.            | Лист.            | Груд.            |                  |
| Середній максимум, °C                         | 9,51             | 10,27            | 12,31            | 17,65            | 22,45            | 25,03            | 27,10            | 26,91            | 23,72            | 20,43            | 15,81            | 11,62            |                  |
| Середня температура, °C                       | 4,64             | 5,39             | 7,41             | 12,80            | 17,59            | 20,17            | 23,18            | 23,00            | 19,81            | 16,50            | 11,89            | 7,70             |                  |
| Середній мінімум, °C                          | −0,22            | 0,53             | 2,55             | 7,92             | 12,72            | 15,28            | 19,26            | 19,07            | 15,88            | 12,59            | 7,97             | 3,78             |                  |
| Норма опадів, мм                              | 73               | 65               | 67               | 52               | 39               | 25               | 11               | 34               | 85               | 125              | 97               | 103              |                  |
| Середньомісячна швидкість вітру, м/с          | 2.30             | 2.40             | 2.40             | 2.38             | 2.40             | 2.61             | 2.61             | 2.40             | 2.22             | 2.00             | 1.96             | 2.09             |                  |
| Середньомісячна сонячна радіація, кДж/м²·день | 6811             | 9093             | 11244            | 15873            | 20134            | 22853            | 23845            | 20185            | 16372            | 11171            | 8386             | 6412             |                  |
| --------------------------------------------- | ---------------- | ---------------- | ---------------- | ---------------- | ---------------- | ---------------- | ---------------- | ---------------- | ---------------- | ---------------- | ---------------- | ---------------- | ---------------- |
| Джерело:                                      |                  |                  |                  |                  |                  |                  |                  |                  |                  |                  |                  |                  |                  |